# ماريا سيبريانو
ماريا سيبريانو هي منافسة ألعاب القوى برازيلية، ولدت في 1943.

## وصلات خارجية
- ماريا سيبريانو على موقع أوليمبيديا (الإنجليزية)